# Mini Countryman
Mini Countryman — компактний кросовер марки Mini. Перший автомобіль Mini даного класу і перший Mini з п'ятидверним кузовом під егідою BMW.

## Перше покоління (R60)

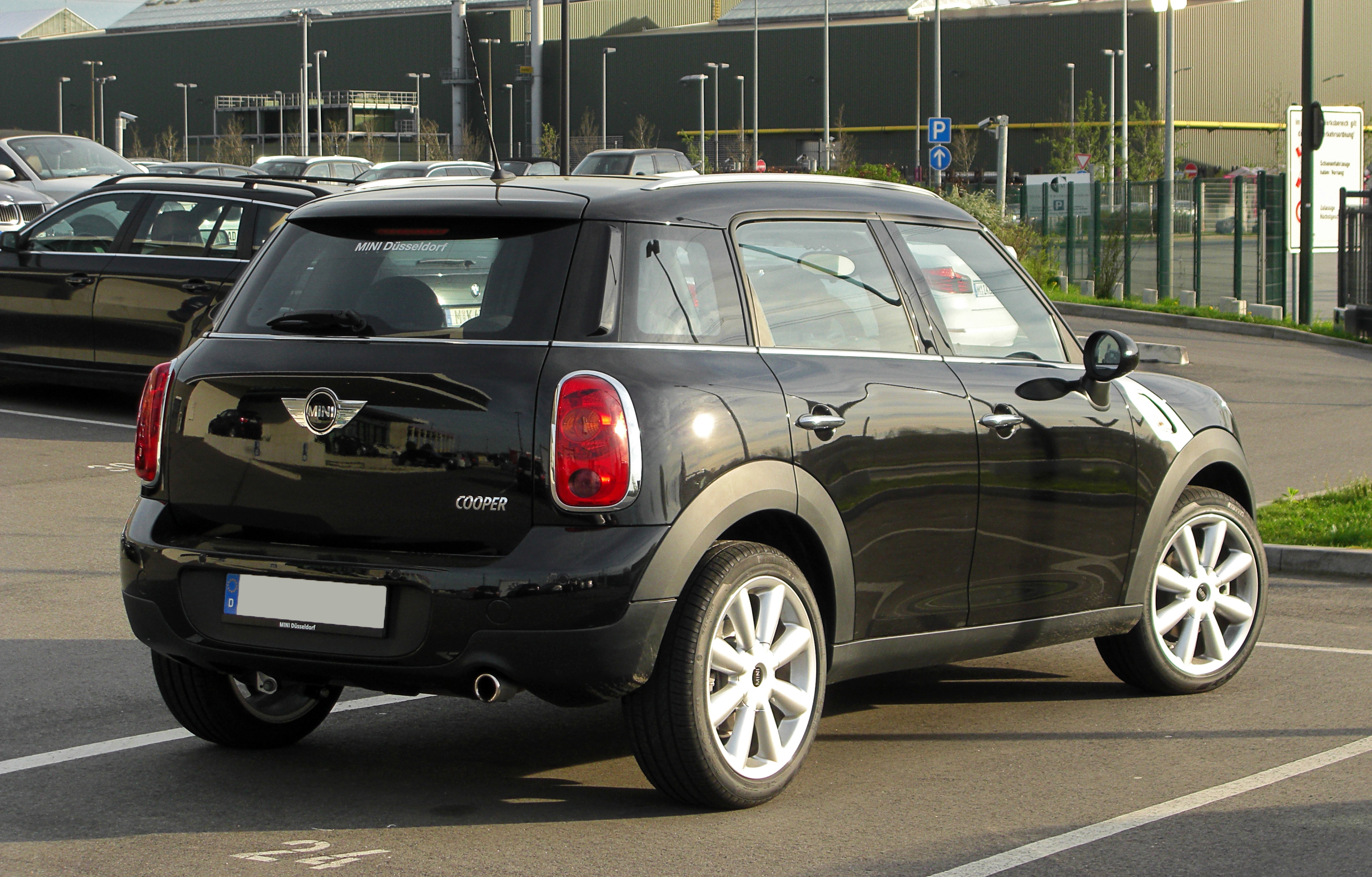
Mini Cooper Countryman (R60)

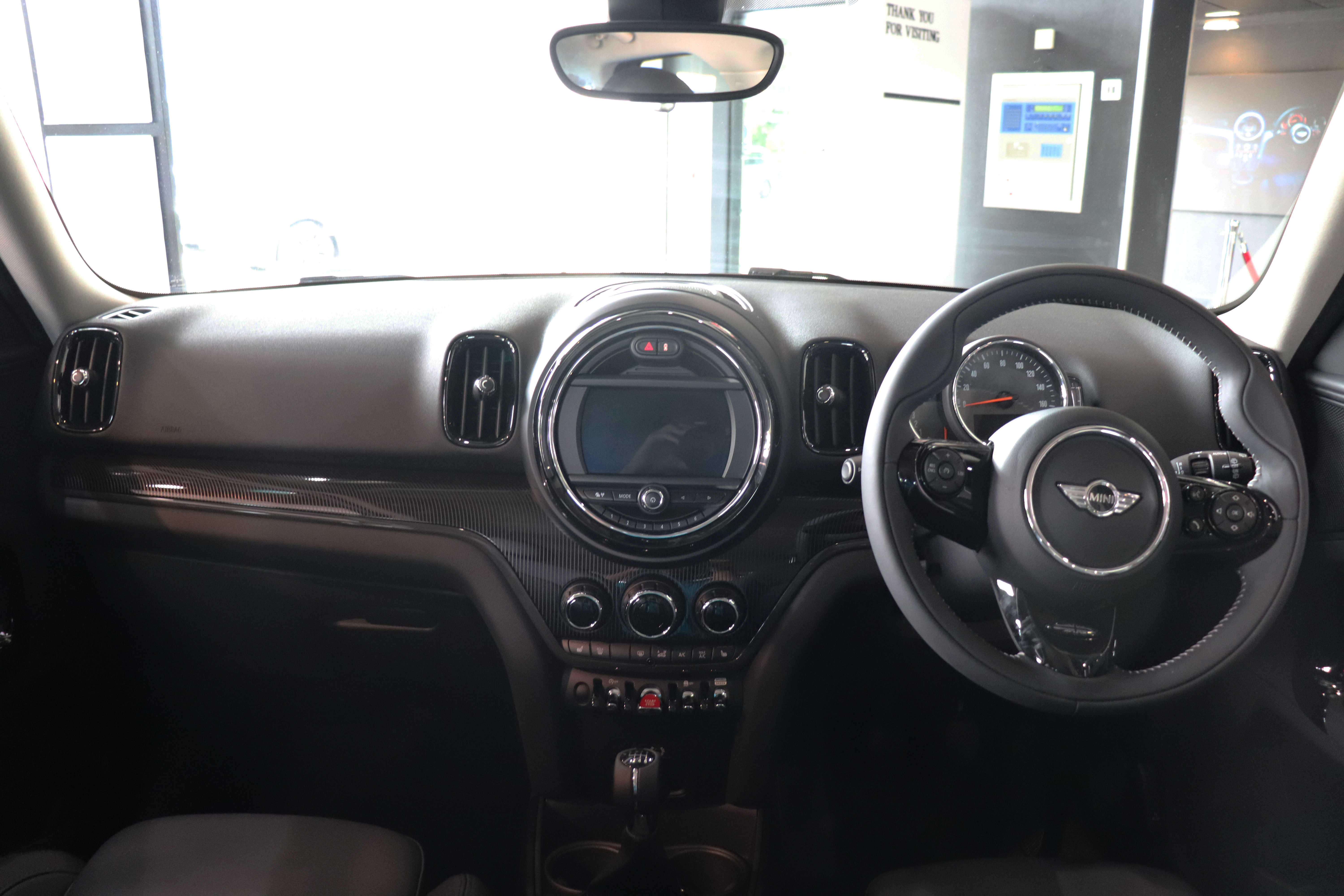

Mini Countryman представлений у січні 2010 року, формальним місцем дебюту значиться щорічне Женевське автошоу в березні 2010 року. Представлений у варіантах з переднім і повним приводом, з бензиновими двигунами об'ємом 1,6 л, а також турбодизелем 2,0 л. Продаж автомобіля ведеться з вересня 2010 року.

### Двигуни
| Модель    | Об'єм см³ | Циліндри/ Клапани | Потужність кВт (к.с.) при об/хв | Крутний мемент Нм при об/хв |           |           |           |
| Бензинові | Бензинові | Бензинові         | Бензинові                       | Бензинові                   | Бензинові | Бензинові | Бензинові |
| --------- | --------- | ----------------- | ------------------------------- | --------------------------- | --------- | --------- | --------- |
| One       | 1598      | 4/16              | 72 (98) / 6000                  | 153 / 3000                  |           |           |           |
| Cooper    | 1598      | 4/16              | 90 (122) / 6000                 | 160 / 4250                  |           |           |           |
| Cooper S  | 1598      | 4/16              | 135 (184) / 5500                | 240 / 1600-5000             |           |           |           |
| Дизельні  |           |                   |                                 |                             |           |           |           |
| One D     | 1560      | 4/16              | 66 (90) / 4000                  | 215 / 1750—2500             |           |           |           |
| Cooper D  | 1560      | 4/16              | 82 (112) / 4000                 | 270 / 1750—2250             |           |           |           |
| Cooper D  | 1595      | 4/16              | 82 (112) / 4000                 | 270 / 1750—2250             |           |           |           |
| Cooper SD | 1995      | 4/16              | 105 (143) / 4000                | 305 / 1750—2700             |           |           |           |

### Модифікації
Товарна лінійка моделі в основі повторює таку ключову моделі компанії: по три базових варіанти (варіанти з турбодизелем доповнені літерою D в назві) комплектації виходячи з потужності силового агрегату (від найменш до найпотужнішого: One, Cooper, Cooper S). Mini One Countryman обладнаний атмосферним двигуном об'ємом 1,6 л, потужністю — 99 к.с. Потужність того ж двигуна на Mini Cooper Countryman — 122 к.с. Оснащений системою турбонаддуву на Mini Cooper S Countryman він розвиває — 187 к.с.
Віддача дволітрового турбодизеля така: на One D — 91 к.с., на Cooper D — 114 к.с., на Cooper SD — 145 к.с. Ступінь присутності моделі на ринку різниться в залежності від країни, наприклад, в США та Росії не представлені машини з дизельними двигунами, а також найдоступніша версія One.
У 2016 році даний автомобіль доступний у таких модифікаціях: Cooper, Cooper S і John Cooper Works (JCW). Найбільшою відмінністю цих комплектацій є силові агрегати. У стандартну комплектацію входить: іммобілайзер, кнопка безключового запалювання, дерматинова оббивка салону, 6 динаміків, радіосистема з підтримкою AM / FM / CD / HD, Bluetooth, USB-порт, 17-дюймові колеса і 7 подушок безпеки. Всі модифікації Mini Countryman 2016 року оснащуються 1,6-літровим, 6-циліндровим двигуном. Стандартні комплектації оснащуються 121-сильним мотором без турбонаддува. Такий силовий агрегат здатний розігнати автомобіль з 0 до 100 км / год за 9,8 секунд. Машини з автоматичною коробкою передач розганяються до 100 км / год за 10,9 с. Стандартною вважається 6-ступінчаста механічна КП, а опціональною — 6-ступінчаста автоматична. 

### Ралі

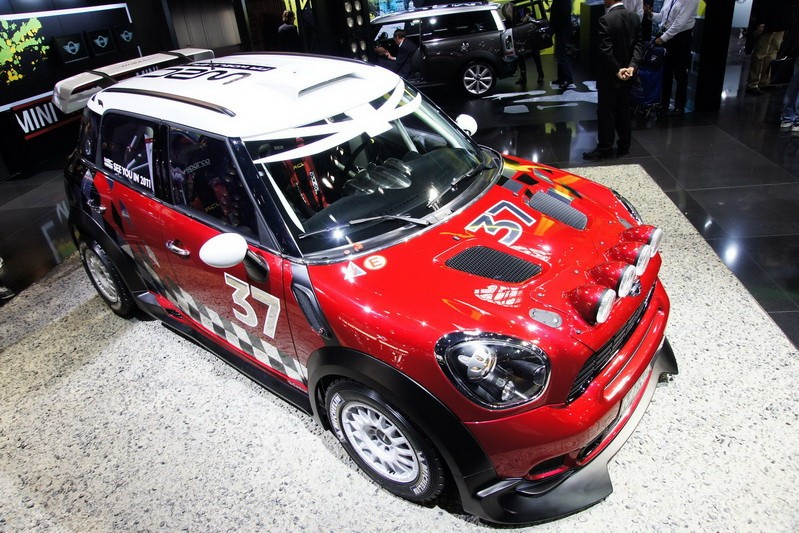
Mini Countryman WRC 2011

#### WRC
На сезон 2011 року компанія Міні спільно з компанією Prodrive розробили версію Countryman World Rally Car (1600 см³ з турбонаддувом) для участі в World Rally Championship (WRC). Заводські гонщики Дані Сордо і Кріс Мік з команди Mini WRC Team брали участь в шести чемпіонатах сезону 2011 року в Італії, Фінляндії, Німеччині, Франції, Каталонії та Уельсі.

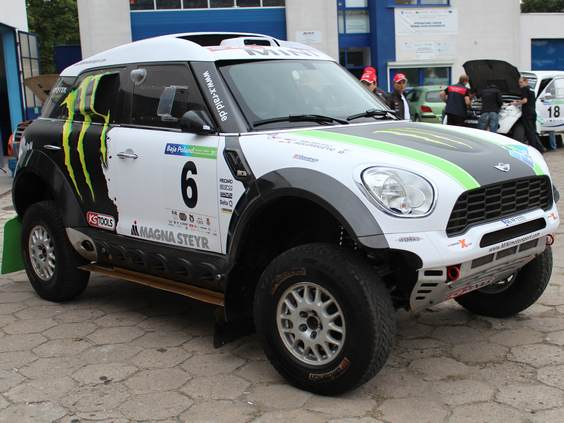
Mini All4 Racing

#### Дакар
У 2011 році німецька приватна команда X-Raid підготувала Mini Countryman (MINI ALL4 Racing) для участі в Ралі Дакар. На відміну від Чемпіонату світу з ралі, це був позашляховик який змагався в класі прототипів, який жодного відношення до серійної моделі не мав, однак, був взятий силует стандартної моделі. У 2012 році на ралі Дакар перемогла команда X-Raid з п'ятьма MINI ALL4, які зайняли 1 (Стефан Петерансель), 2, 4, 8 і 10 місця серед легкових автомобілів.

## Друге покоління (F60)

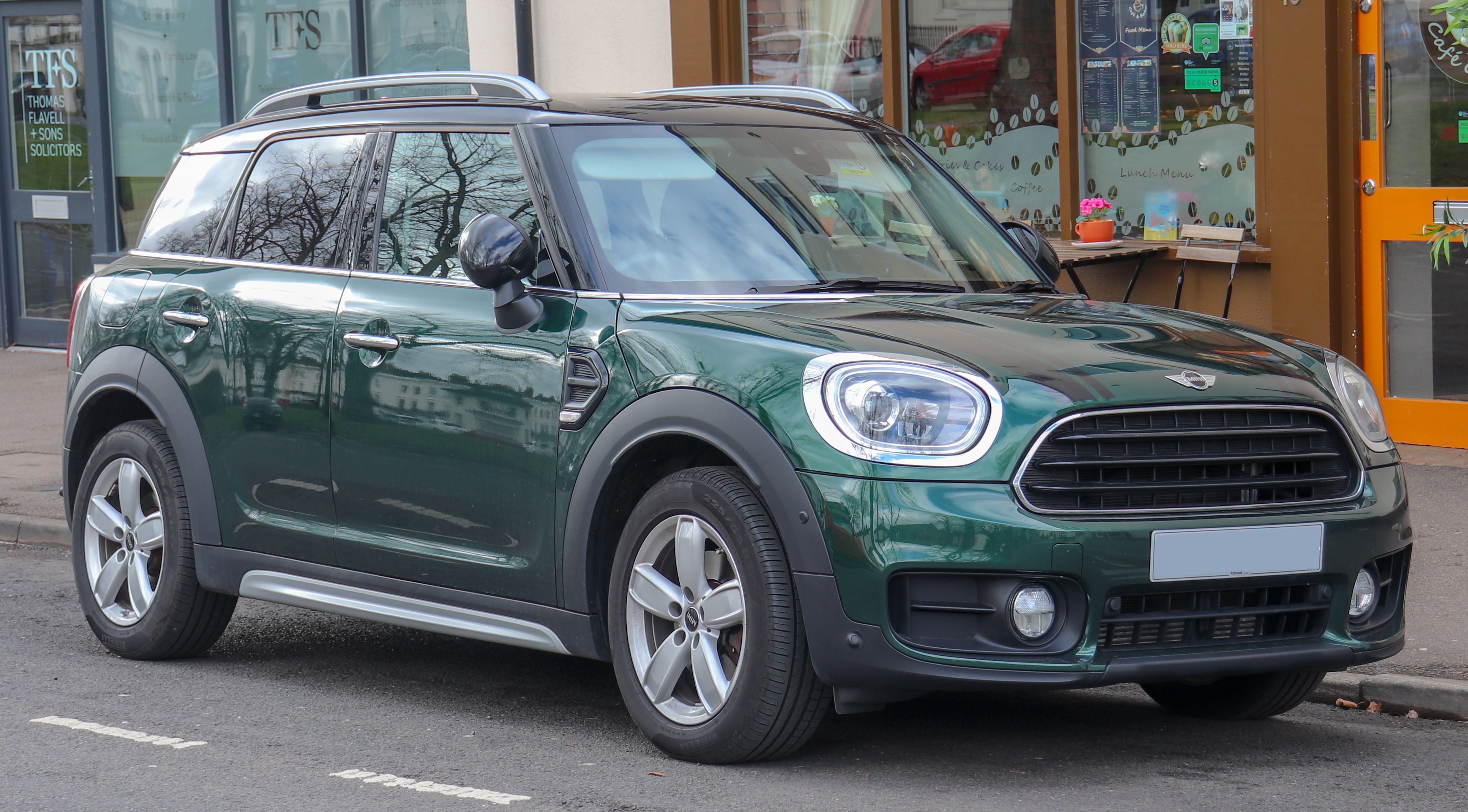
Mini Countryman (2017–2020)

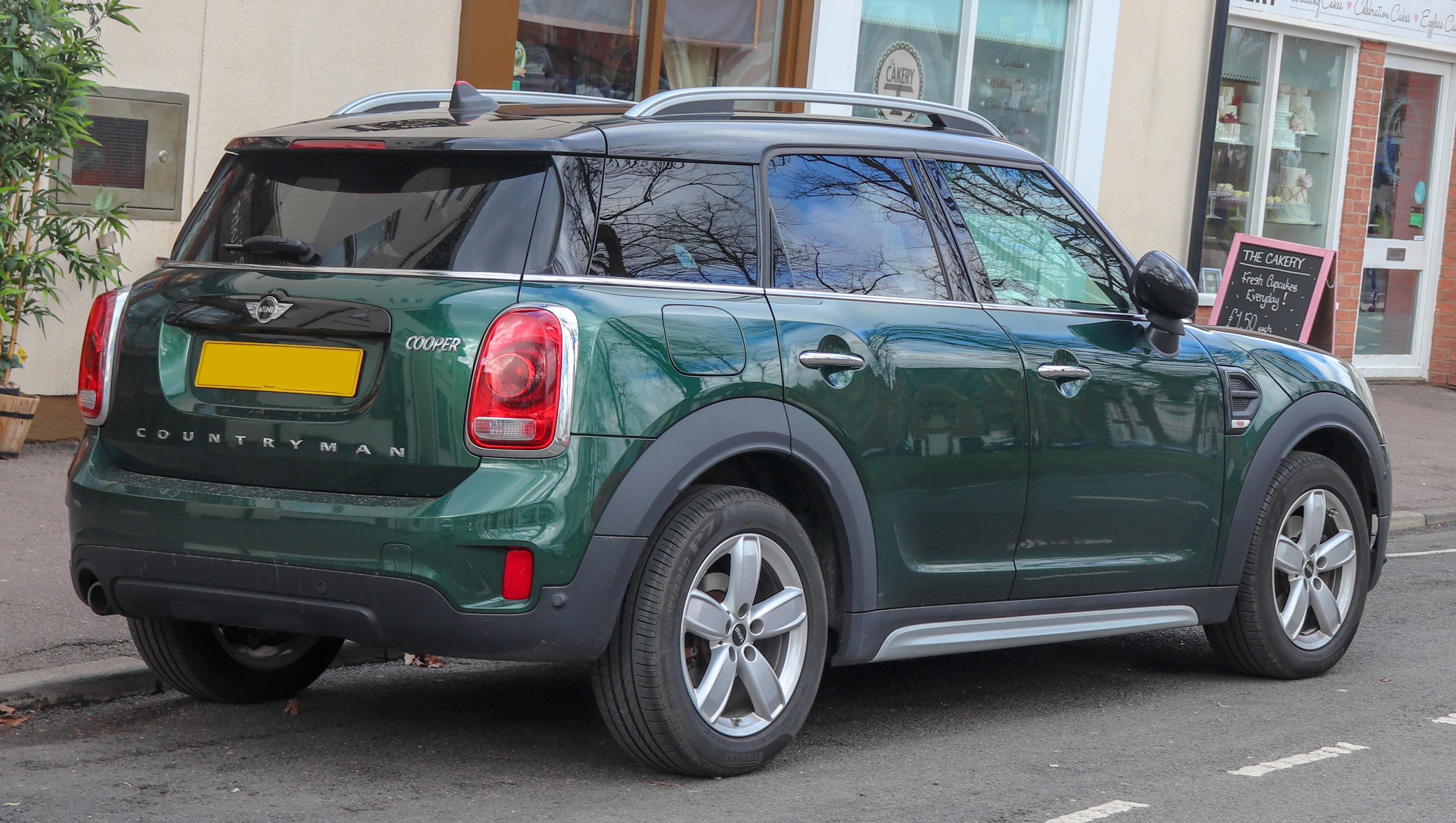
Mini Countryman (2017–2020)

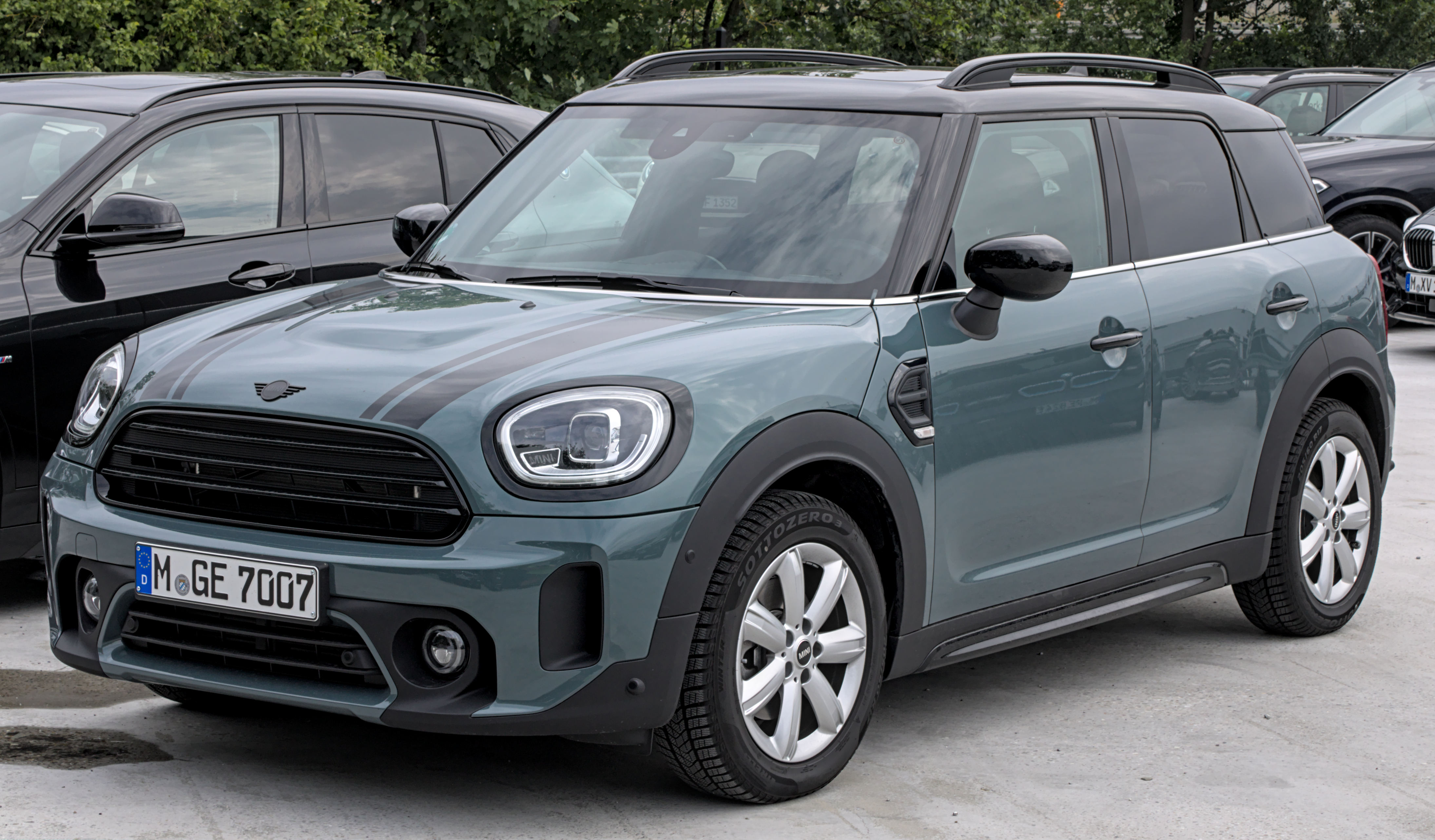
Mini Countryman (з 2020)

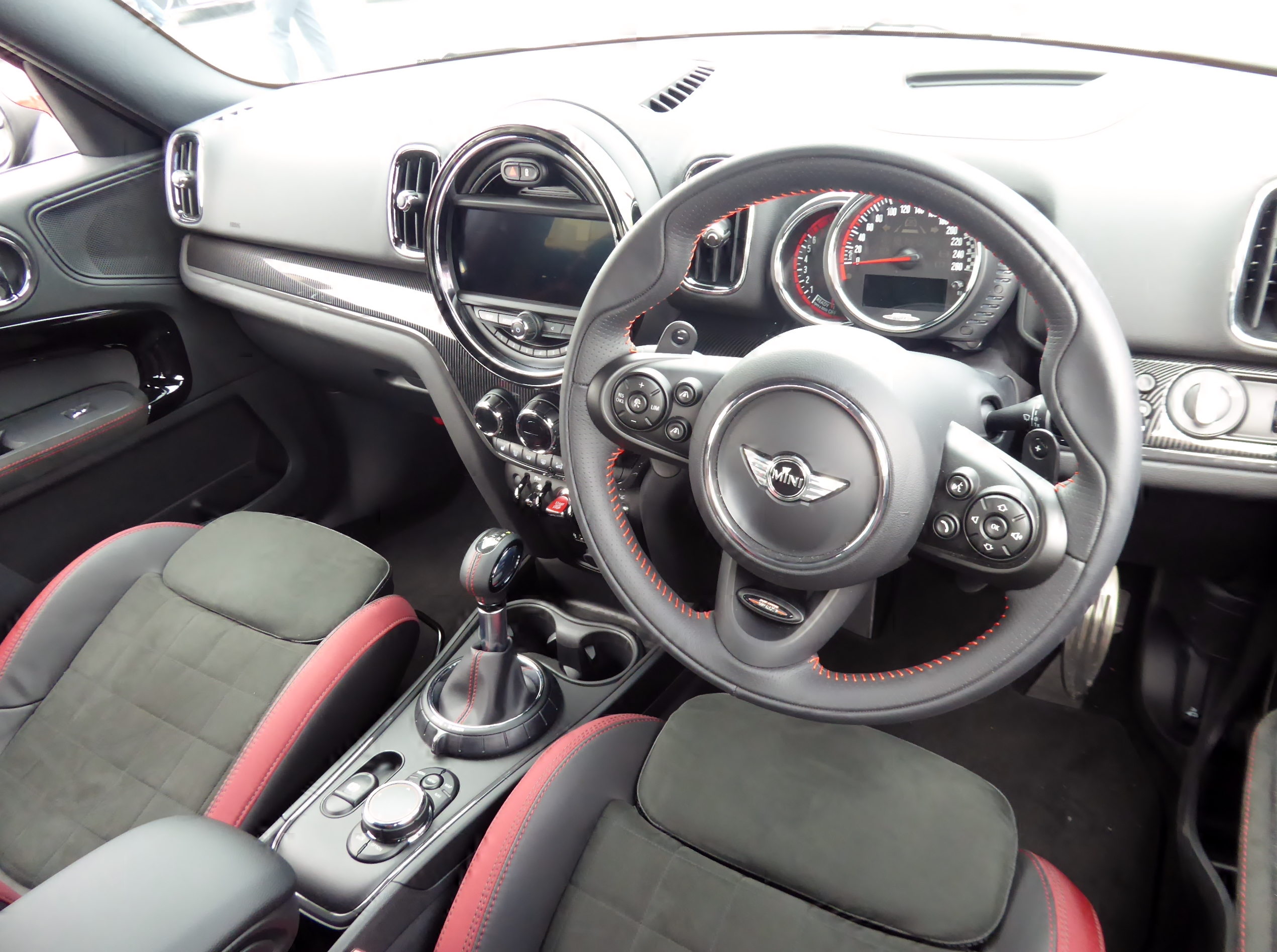

В січні 2017 року дебютував Mini Countryman другого покоління. Countryman (індекс F60) переїхав на нову платформу UKL2, що об'єднала його з кросовером BMW X1 і однооб'ємник Active/Gran Tourer, а також змінив місце виробництва. На заводі Magna Steyr в австрійському Граці не вистачало місця для виробництва нової «п'ятірки» BMW — і Countryman відтепер за контрактом випускається в Нідерландах, на заводі VDL NedCar. Там же, де і хетчбеки. Головне — ці Mini зовсім не з англійського Оксфорду, де збирають співрозмірний універсал Clubman.
Спереду — стійки McPherson, ззаду — багатоважільна. Колісна база збігається з базою універсала Clubman, і вона на 103 мм більше, ніж у п'ятидверного хетчбека Mini.
Масові версії доступні як з переднім приводом, так і з повним, що реалізовуються за допомогою багатодискової муфти BorgWarner (колишній Haldex п'ятого покоління). Countryman JCW буває тільки повнопривідний, а гібрид Countryman S E — «квазіповнопріводний»: передню вісь призводить бензиновий турбомотор потужністю 136 к.с. від звичайного Купера, а задню — електричний, 88-сильний.
Мотори поєднуються або з шестиступінчастою «механікою», або з восьмиступінчастою «автоматом» Aisin — і тільки найпотужнішого дизеля «ручна» не передбачена.
У 2021 модельному році Countryman отримав оновлений зовнішній вигляд та стандартну світлодіодну оптику. В інтер'єрі з'явився сенсорний дисплей розміром 8,8 дюймів та глянцево-чорні декоративні елементи.
У 2023 році Mini додав стандартний Apple CarPlay до списку функцій Countryman.

### Безпека
У стандартну комплектацію Mini Cooper Countryman 2020 року входить камера заднього виду, задні парктроніки, попередження при лобовому зіткненні і автоматичне екстрене гальмування. У список додаткових функцій безпеки входить проєкція дисплея на лобовому склі, адаптивні фари, передні парктроніки, система допомоги при паралельній парковці і адаптивний круїз-контроль.

### Двигуни
- 1.5L BMW B38 turbocharged I-3 (Cooper)
- 1.5L BMW B37 turbodiesel I-3 (Cooper D)
- 2.0L BMW B48 turbocharged I-4 (Cooper S)
- 2.0L BMW B47 turbodiesel I-4 (Cooper SD)
- 1.5L BMW B37 turbocharged I-3 + electric motor (Cooper S E)

## Третє покоління U25 (з 2023)

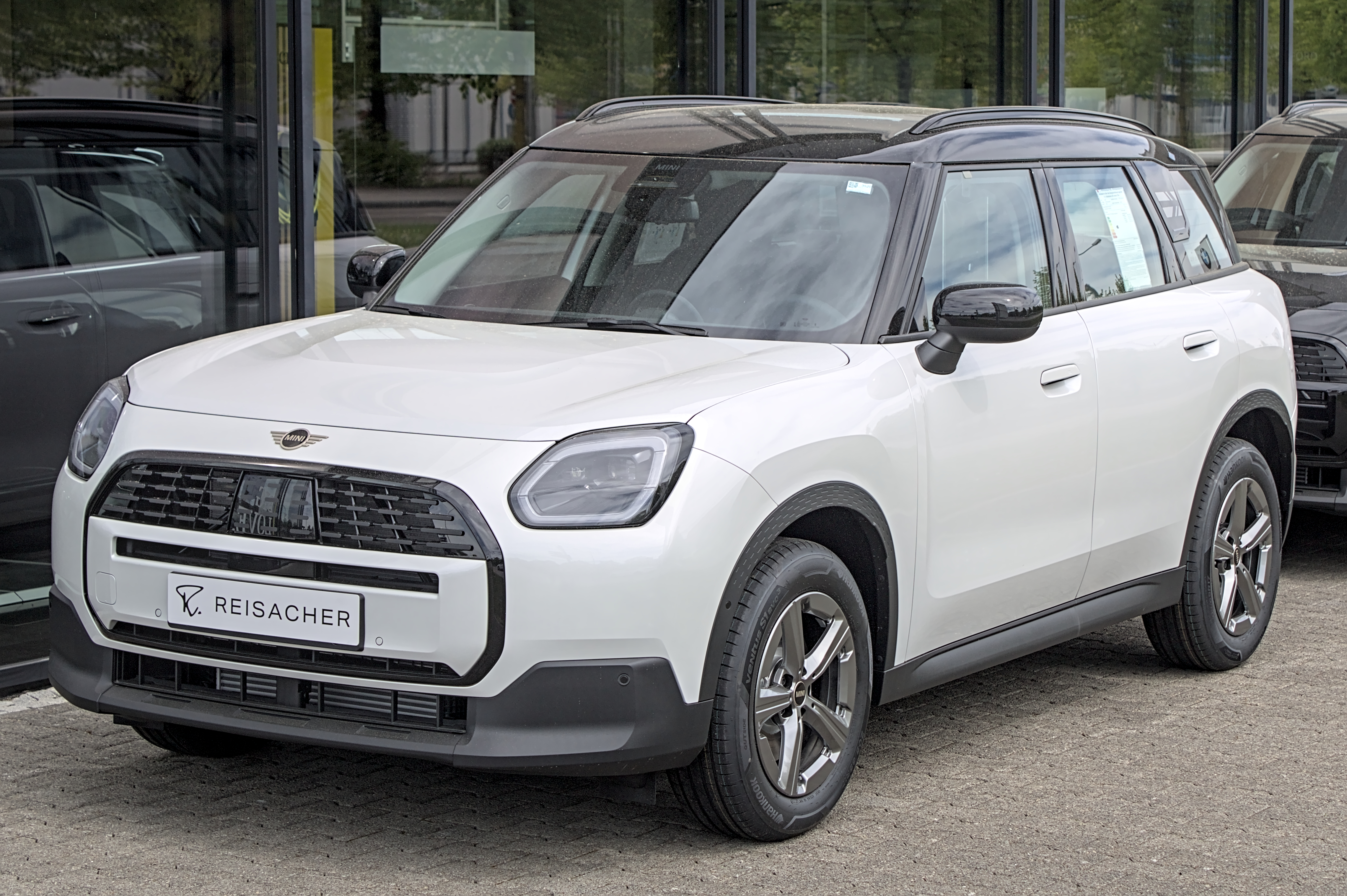
Mini Countryman (U25)

Третє покоління було представлено 1 вересня 2023 року, а публічна прем'єра відбулася через кілька днів на Міжнародному автосалоні в Мюнхені. Серійне виробництво стартувало 10 листопада 2023 року. Вихід на ринок відбувся 17 лютого 2024 року.
Вперше третє покоління Countryman доступне як електрична модель з виключно електричним приводом; це дві версії E і SE. Є також бензинові та дизельні двигуни; плагін-гібрид більше не застосовується. Countryman ділиться технічною базою з BMW X1. Однак X1 виготовляється на заводі BMW в Регенсбурзі, а Countryman — на заводі BMW у Лейпцигу. Є чотири рівні комплектації: Essential, Classic, Favorited і JCW; їх видно через знак на C-стійці.
Countryman 2025 став більшим, отримав нову решітку, напівавтономне водіння, OLED-екран з новою ОС і перемикачі передач під ним. Повний привід став стандартним у всіх комплектаціях.

### Двигуни
- 1.5 L B38 I3 turbo (Cooper C)
- 2.0 L B48 I4 turbo (Cooper S, JCW Countryman)
- 2.0 L B47 I4 turbo diesel (Cooper D)